# Дорожные работы
Дорожные работы — работы по ремонту автомобильных дорог. Выполняются, когда необходимо отремонтировать часть дороги, или всю дорогу. Дорожные работы могут вестись:
- планово, при износе старой дороги[3];
- при техногенных авариях, военных действиях, терактах;
- в случае стихийного бедствия;
- на строительстве новой дороги, моста, тоннеля, путепровода.

Работы часто подразумевают полную замену не только дорожного покрытия, но и дорожной подушки под ним. Дорожные работы часто проводятся ночью, чтобы свести к минимуму нарушение дорожного движения.
При приближении к участку дорожных работ устанавливаются специальные дорожные знаки. Типичными знаками для обозначения дорожных работ являются дорожные конусы, дорожные барьеры и некоторые другие. Временные полосы движения автотранспорта для объезда дорожных работ, выделяются разным цветом и имеют приоритет над предыдущими разметками полос: в Германии, Польше и многих других европейских странах это жёлтый, а в Швейцарии — оранжевый.

## Галерея

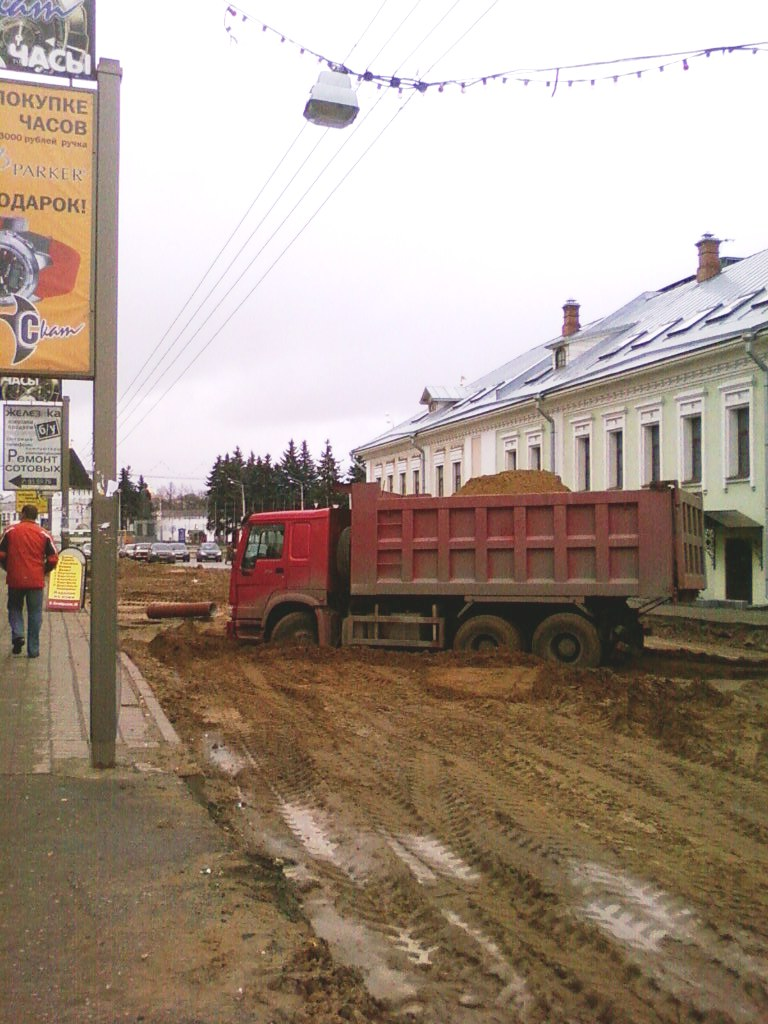
Реконструкция Большой Октябрьской улицы в Ярославле
Знак дорожных работ
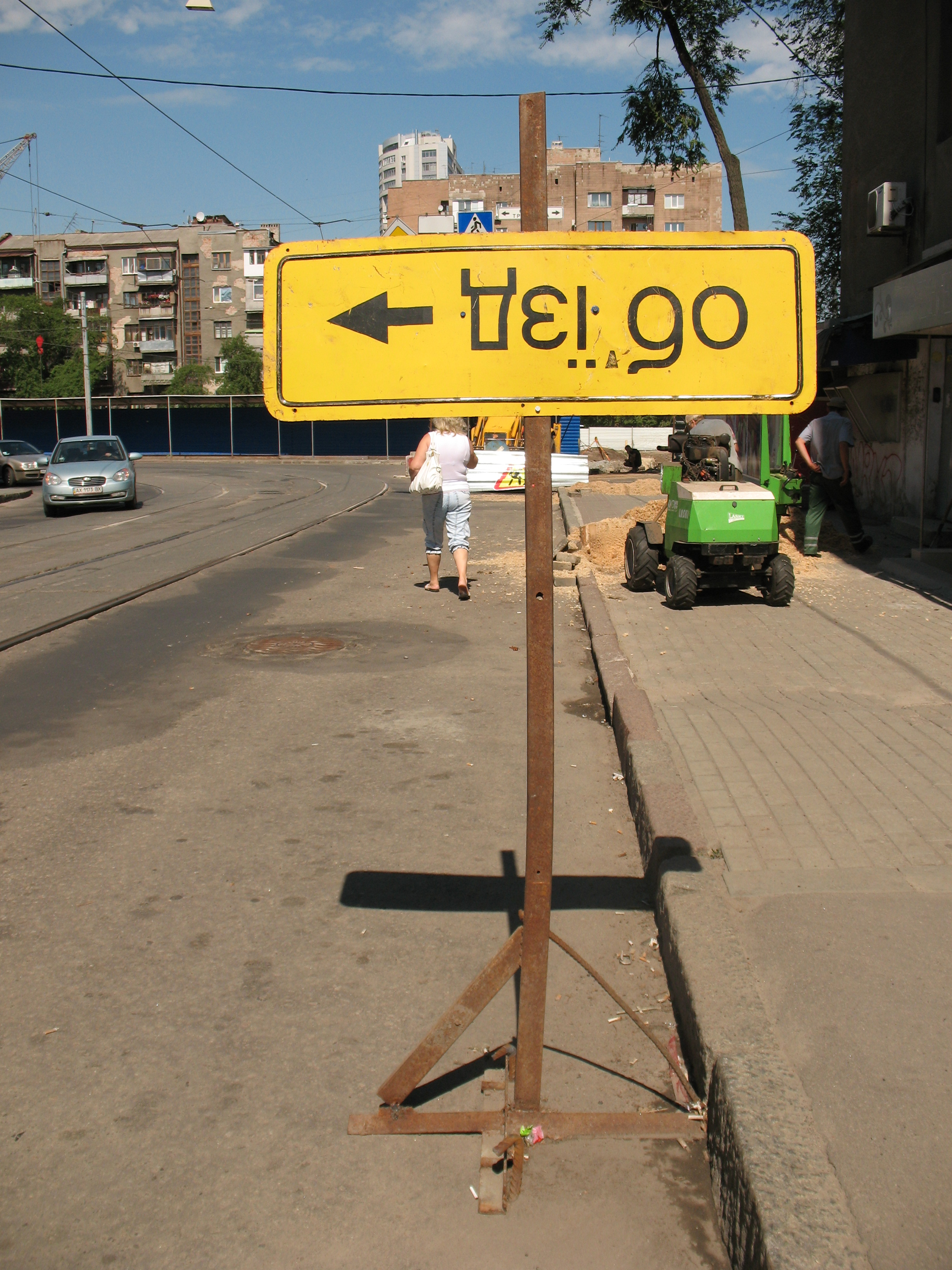
Объезд дорожных работ
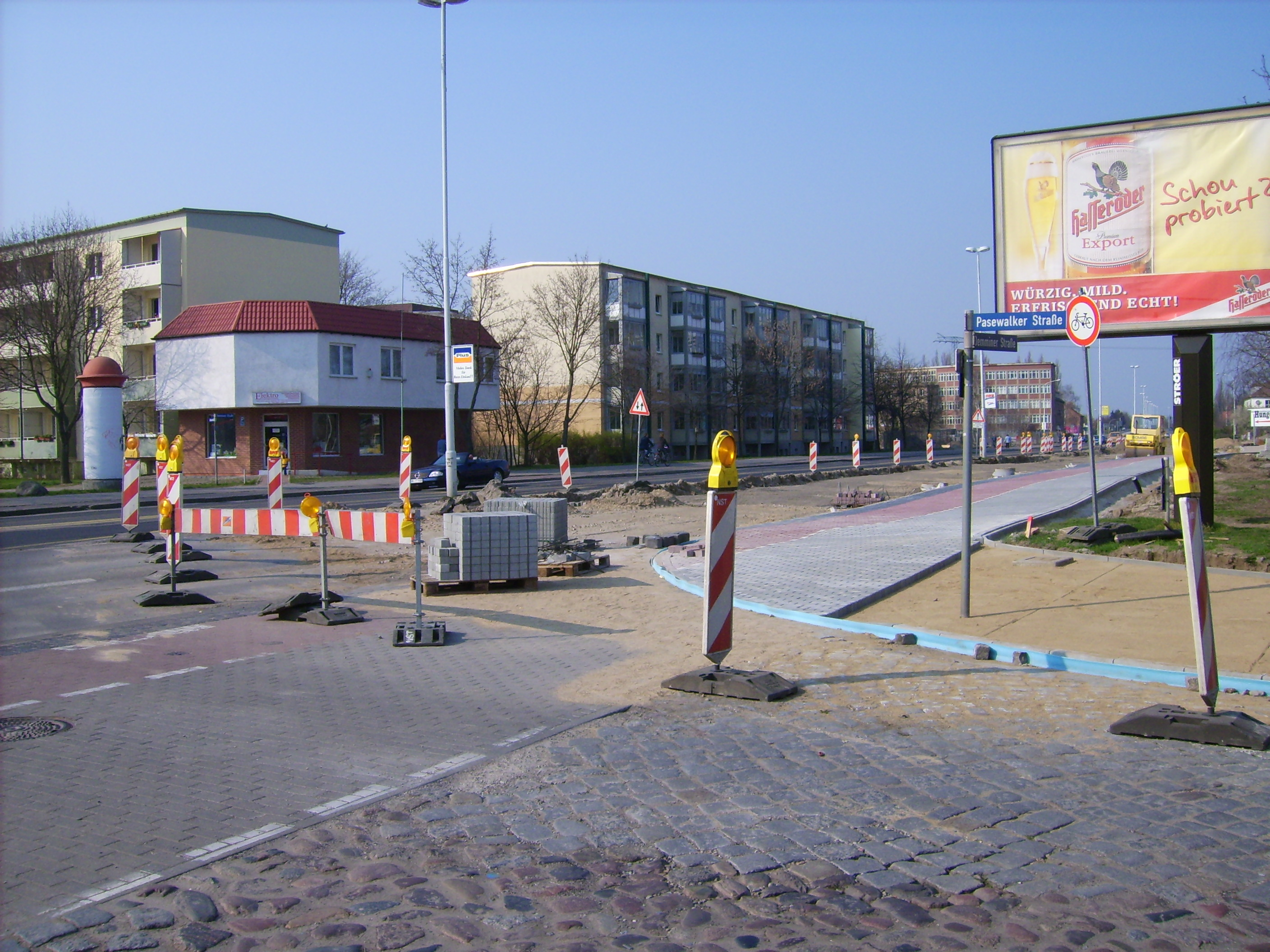
Строительная площадка на дороге в немецком городе Нойбранденбург